# Zimbru Kiszyniów
Fotbal Club Zimbru Kiszyniów (rum. Fotbal Club Zimbru Chișinău) – mołdawski klub piłkarski z siedzibą w Kiszyniowie, stolicy Mołdawii.

## Historia
Chronologia nazw:
- 1947–1949: Dinamo Kiszyniów (ros. «Динамо» Кишинёв)
- 1950–1957: Burevestnic Kiszyniów (ros. «Буревестник» Кишинёв)
- 1958–1965: Moldova Kiszyniów (ros. «Молдова» Кишинёв)
- 1966: Avântul Kiszyniów (ros. «Авынтул» Кишинёв)
- 1967–1971: Moldova Kiszyniów (ros. «Молдова» Кишинёв)
- 1972–1990: Nistru Kiszyniów (ros. «Нистру» Кишинёв)
- 1991–1993: Zimbrul Kiszyniów (ros. «Зимбрул» Кишинёв)
- 1993–...: Zimbru Kiszyniów (rum. Zimbru Chișinău)

Za datę powstania klubu piłkarskiego Zimbru Kiszyniów (zimbru to po rumuńsku żubr) uważa się 16 maja 1947 roku. W tym dniu Dinamo Kiszyniów debiutował we Wtoroj Lidze, strefie ukraińskiej Mistrzostw ZSRR. Jednak Dinamo powstał w 1940 roku, a w 1945 i 1946 już zdobył tytuł mistrza Mołdawskiej SRR.
Debiut w Mistrzostwach ZSRR wydał się nieudanym – ostatnie 13 miejsce. Ale po reorganizacji systemu lig w 1948 Dinamo miałoby uczestniczyć w rozgrywkach I ligi. Jednak w ostatnią chwilę liczbę drużyn ograniczono do 14 zespołów i klub kontynuował występy w 2 lidze. W 1950 zmienił nazwę na Burevestnik Kiszyniów. W 1955 klub zajął pierwsze miejsce w 2 lidze i awansował do Klasy A ZSSR. Od 1958 klub funkcjonował jako Moldova Kiszyniów, z wyjątkiem 1966, kiedy krótko istniał jako Avântul Kiszyniów. W 1964 klub zajął ostatnie 17 miejsce w Pierwszej Grupie A i spadł do Drugiej Grupy A. W 1972 zespół zmienił nazwę na Nistru Kiszyniów, a w 1974 i 1983 występował w Wysszej Lidze, ale był degradowany po jednym sezonie gry. W latach 1987–1988 nawet zmagał się we Wtoroj Lidze. W 1991 pod nową nazwą Zimbrul Kiszyniów ostatni raz wystąpił w Pierwoj Lidze, w której zajął 19 miejsce z 22.
W rozgrywkach Mistrzostw Mołdawii klub nieprzerywanie występuje w Divizia Națională. W lidze mołdawskiej Zimbru był dominującą siłą, zdobywając osiem tytułów mistrzowskich. Monopol Zimbru na mistrzostwo Mołdawii przerwał dopiero Sheriff Tyraspol. Zimbru Kiszyniów pięciokrotnie zdobyło też Puchar Mołdawii.

## Sukcesy

### ZSRR
- 6. miejsce w Wysszej Lidze ZSRR: 1956
- ćwierćfinalista Pucharu ZSRR: 1963

### Mołdawia
- mistrz Mołdawii (8x): 1992, 1992/1993, 1993/1994, 1994/1995, 1995/1996, 1997/1998, 1998/1999, 1999/2000
- wicemistrz Mołdawii (6x): 1996/1997, 2000/2001, 2002/2003, 2005/2006, 2006/2007, 2024/2025
- brązowy medalista Mistrzostw Mołdawii (7x): 2001/2002, 2003/2004, 2011/2012, 2015/2016, 2022/2023, 2023/2024, 2024/25
- zdobywca Pucharu Mołdawii (6x): 1996/1997, 1999/98, 2002/2003, 2003/2004, 2006/2007, 2013/2014
- finalista Pucharu Mołdawii (2x): 1994/1995, 1999/2000
- zdobywca Superpucharu Mołdawii: 2014
- finalista Superpucharu Mołdawii (3x): 2003, 2004, 2007

## Europejskie puchary
Legenda do wszystkich tabel:
- Q – runda eliminacyjna, 1/16, 1/8, 1/4, 1/2 – odpowiednia faza rozgrywek, Grupa – runda grupowa, 1r gr – pierwsza runda grupowa, 2r gr – druga runda grupowa, F – finał, R – runda, PO – play-off
- k. – rzuty karne, los. – losowanie, Dogr. – dogrywka, w. – zasada bramek strzelonych na wyjeździe

### Liga Mistrzów UEFA
| Sezon     | Runda | Klub                  | Dom | Wyjazd | Ogólnie |
| --------- | ----- | --------------------- | --- | ------ | ------- |
| 1993/94   | Q     | Beitar Jerozolima     | 1–1 | 0–2    | 1–3     |
| 1998/99   | 1Q    | Újpest                | 1–0 | 1–3    | 2–3     |
| 1999/2000 | 1Q    | St Patrick’s Athletic | 5–0 | 5–0    | 10–0    |
| 1999/2000 | 2Q    | Dinamo Tbilisi        | 2–0 | 1–2    | 3–2     |
| 1999/2000 | 3Q    | PSV Eindhoven         | 0–0 | 0–2    | 0–2     |
| 2000/01   | 1Q    | KF Tirana             | 3–2 | 3–2    | 6–4     |
| 2000/01   | 2Q    | NK Maribor            | 2–0 | 0–1    | 2–1     |
| 2000/01   | 3Q    | Sparta Praga          | 0–1 | 0–1    | 0–2     |

### Puchar Zdobywców Pucharów
| Sezon   | Runda | Klub             | Dom | Wyjazd | Ogólnie |
| ------- | ----- | ---------------- | --- | ------ | ------- |
| 1997/98 | Q     | Szachtar Donieck | 1–1 | 0–3    | 1–4     |

### Puchar UEFA/Liga Europy
| Sezon     | Runda | Klub                 | Dom | Wyjazd | Ogólnie     |
| --------- | ----- | -------------------- | --- | ------ | ----------- |
| 1994/95   | Q     | Budapest Honvéd      | 0–1 | 1–4    | 1–5         |
| 1995/96   | Q     | Hapoel Tel Awiw      | 2–0 | 0–0    | 2–0         |
| 1995/96   | 1R    | RAF Jelgava          | 1–0 | 2–1    | 3–1         |
| 1995/96   | 2R    | Sparta Praga         | 0–2 | 3–4    | 3–6         |
| 1996/97   | Q     | Hajduk Split         | 0–4 | 1–2    | 1–6         |
| 1999/2000 | 1R    | Tottenham Hotspur    | 0–0 | 0–3    | 0–3         |
| 2000/01   | 1R    | Hertha BSC           | 1–2 | 0–2    | 1–4         |
| 2001/02   | Q     | Gaziantepspor        | 0–0 | 1–4    | 1–4         |
| 2002/03   | Q     | IFK Göteborg         | 3–1 | 2–2    | 5–3         |
| 2002/03   | 1R    | Real Betis           | 0–2 | 1–2    | 1–4         |
| 2003/04   | Q     | Liteks Łowecz        | 2–0 | 0–0    | 2–0         |
| 2003/04   | 1R    | Aris FC              | 1–1 | 1–2    | 2–3         |
| 2006/07   | 1Q    | Qarabağ Ağdam        | 1–1 | 2–1    | 3–2, Dogr.  |
| 2006/07   | 2Q    | Metałurh Zaporoże    | 0–0 | 0–3    | 0–3         |
| 2007/08   | 1Q    | Artmedia Bratysława  | 2–2 | 1–1    | 3–3, w.     |
| 2009/10   | 1R    | Okżetpes Kokczetaw   | 1–2 | 2–0    | 3–2         |
| 2009/10   | 2Q    | FC Paços de Ferreira | 0–0 | 0–1    | 0–1         |
| 2012/13   | 1Q    | Bangor City          | 2–1 | 0–0    | 2–1         |
| 2012/13   | 2Q    | BSC Young Boys       | 1–0 | 0–1    | 1–1, k: 1–4 |
| 2014/15   | 1Q    | Shkëndija Tetowo     | 2–0 | 1–2    | 3–2         |
| 2014/15   | 2Q    | CSKA Sofia           | 0–0 | 1–1    | 1–1, w.     |
| 2014/15   | 3Q    | SV Grödig            | 0–1 | 2–1    | 2–2, w.     |
| 2014/15   | PO    | PAOK FC              | 1–0 | 0–4    | 1–4         |
| 2016/17   | 1Q    | Czichura Saczchere   | 0–1 | 3–2    | 3–3, w.     |
| 2016/17   | 2Q    | Osmanlıspor          | 2–2 | 0–5    | 2–7         |

### Liga Konferencji Europy
| Sezon   | Runda | Klub            | Dom | Wyjazd | Ogólnie |
| ------- | ----- | --------------- | --- | ------ | ------- |
| 2023/24 | 1Q    | La Fiorita 1967 | 1–0 | 1–1    | 2–1     |
| 2023/24 | 2Q    | Fenerbahçe      | 0–4 | 0–5    | 0–9     |
| 2024/25 | 2Q    | Ararat-Armenia  | 0–3 | 1–3    | 1–6     |
| 2025/26 | 2Q    | FK Astana       | 0–2 | 1–1    | 1–3     |